# Sånger (musikalbum)
Sånger är Thomas Mera Gartz' debutalbum som soloartist, utgivet 1976 på Silence Records.

## Låtlista
Alla låtar skrivna av Thomas Mera Gartz, där inte annat anges.
1. "Busspassagerarens sång"
2. "Shamanjobbarens sång schamanjobbarens sång"
3. "Självmördarens sång"
4. "En lycklig sång"
5. "Zenrockarens sång"
6. "Jordsång"
7. "Morgonens sång del 1 och 2" (del 2 en traditionell melodi från Indien)